# Bibelwerk Linz
Das Bibelwerk Linz ist eine Bildungseinrichtung der römisch-katholischen Kirche der Diözese Linz.

## Beschreibung
Das Bibelwerk Linz ist in der Organisationsstruktur der Diözese Linz eine Abteilung des Pastoralamts im Bereich Bildung und Kultur – ohne eigene Rechtspersönlichkeit.
Die Einrichtung kooperiert mit den betreffenden Abteilungen der österreichischen Diözesen, mit dem Österreichischen Katholischen Bibelwerk sowie mit weiteren gleichartigen Einrichtungen im deutschsprachigen Raum, insbesondere mit dem Katholischen Bibelwerk Stuttgart, der bibelpastoralen Arbeitsstelle in Zürich, dem Deutschen Katecheten-Verein in München sowie zahlreichen theologischen Fakultäten.
Das Bibelwerk Linz eröffnet durch seine bibelpastoralen Angebote vielen Menschen Zugänge zur Bibel. Grundlagen dieser Arbeit sind einerseits der aktuelle Stand der Bibelwissenschaft und andererseits Methoden einer zeitgemäßen Erwachsenenbildung, die Menschen zu einer mündigen und verantworteten Reflexion der Welt befähigen wollen.
Damit erfüllt das Bibelwerk Linz die Richtlinien für das oberösterreichische Qualitätssiegel der Erwachsenenbildung (EBQ) und wurde zuletzt 2022 entsprechend zertifiziert. Die Bildungsstätte ist Mitglied im Forum der Katholischen Erwachsenenbildung Österreichs und assoziiertes Mitglied der weltweit agierenden Katholischen Bibelföderation.

## Geschichte
Initiator war der von Bischof Franz Zauner damit beauftragte Alois Wagner, der im Aufbruchsklima des II. Vatikanischen Konzils einzelne Projekte wie den Fernkurs für Glaubenskunde und die Glaubensinformation 1964 mit dem Bibelwerk Linz zusammenführte. Ausgehend von Bibelfernkursen wurden im Lauf der Zeit in Linz im gesamten deutschsprachigen Raum beachtete Produkte in der Bibelarbeit maßgeblich (mit)entwickelt, u. a. die Wanderbibelausstellung „Expedition Bibel“, „Herders Neues Bibellexikon“, die „Familienbibel“ und zahlreiche Bücher und Materialien zur bibelpastoralen Umsetzung in den Pfarren. Das Bibelwerk Linz gilt als Vorreiter beim Einsatz digitaler Medien in der Bibelarbeit.

## Bildungsangebote

### Beratung und Betreuung von Haupt- und Ehrenamtlichen

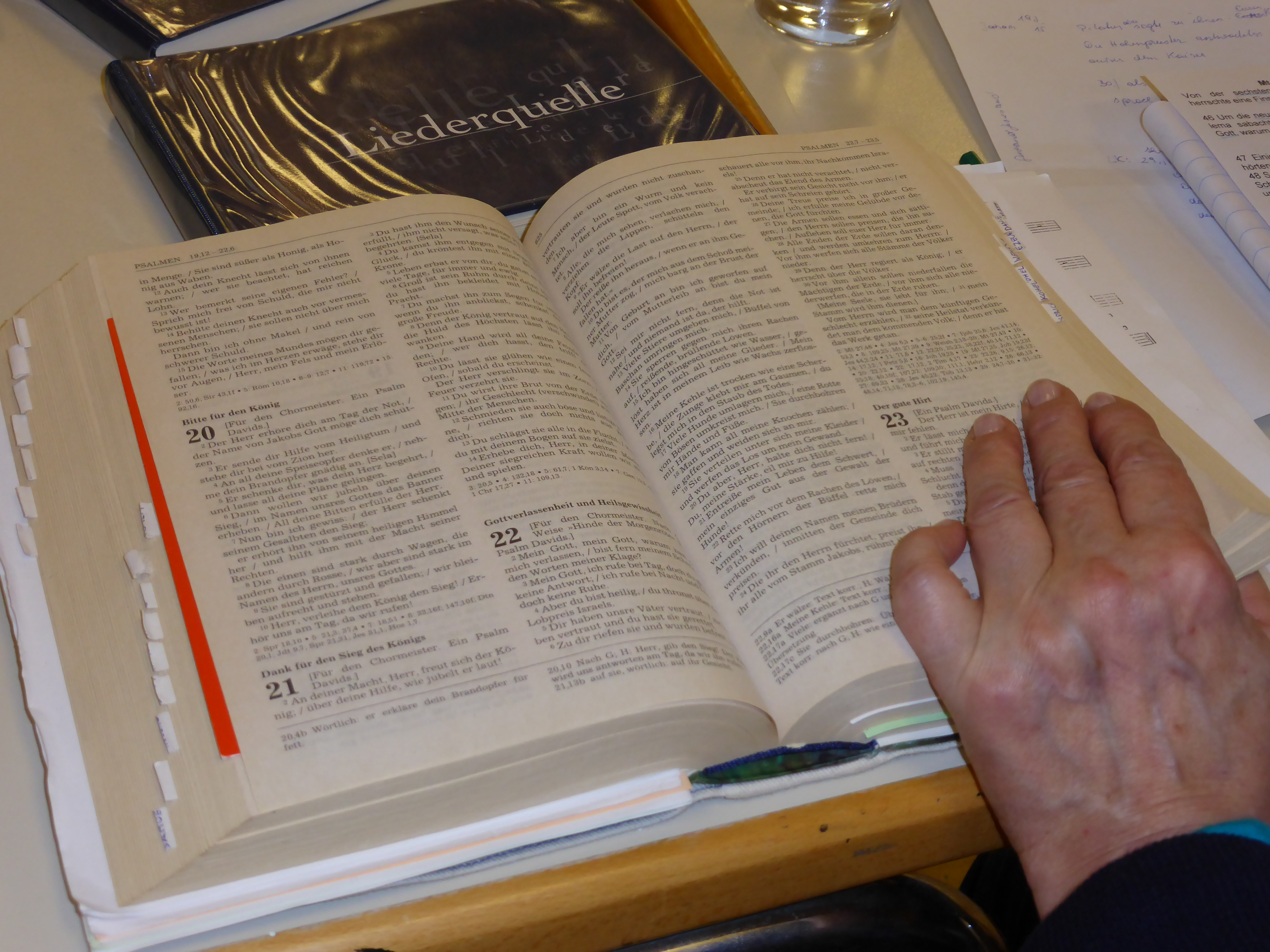
Bibelarbeit

Persönliche Beratung im Bibelwerk sowie telefonischer und schriftlicher Support zu biblischen Themen zählen zu den Hauptaufgaben des Bibelwerks. Etwa 120 Bibelrunden in den Pfarren der Diözese Linz stehen in Kontakt mit dem Bibelwerk Linz. Ein ehrenamtliches Bibelteam mit Vertretern aus den verschiedenen Regionen der Diözese und der Katholischen Privat-Universität Linz begleitet beratend die Arbeit des Bibelwerks Linz. Durch eine vierteljährliche Zeitschrift (Linzer Bibelsaat) und digitale Aussendungen (monatliche Newsletter) werden Bibelinteressierte über biblische Veranstaltungen, Neuigkeiten in der biblischen Landschaft sowie Neuerscheinungen auf dem Büchermarkt informiert. Mitarbeiter des Bibelwerks verfassen regelmäßig Rezensionen, Gottesdienstvorbereitungen und Artikel für Kirchenzeitungen und maßgebliche bibelpastorale und liturgische Zeitschriften und sind im Redaktionskreis der Zeitschrift „Bibel heute“ tätig.

### Bibelkurse
Bibelabende in den Pfarren werden vor allem mit dem Katholischen Bildungswerk durchgeführt. Der Linzer Bibelkurs mit vier Abenden findet seit 2011 parallel in ca. 35 Pfarren statt und erreicht jährlich etwa 600 Teilnehmer. Das Bibelwerk Linz bietet seit 1993 im Bildungshaus Schloss Puchberg regelmäßig Grundkurse zur Bibel an, seit 2007 zusätzlich auch im Bildungshaus Greisinghof. Das Bibelwerk Linz ist seit 2013 Organisator der Bibelpastoralen Studientagung im Bildungshaus Schloss Puchberg.

### Wanderausstellung Expedition Bibel
Erste Bibelausstellungen fanden nach dem Konzil gemeinsam mit der evangelischen Bibelgesellschaft statt. Eigenständige Bibelausstellungen wurden ab 1969 durchgeführt und in den 1980er-Jahren mit einer wissensorientierten Ausstellung ergänzt.

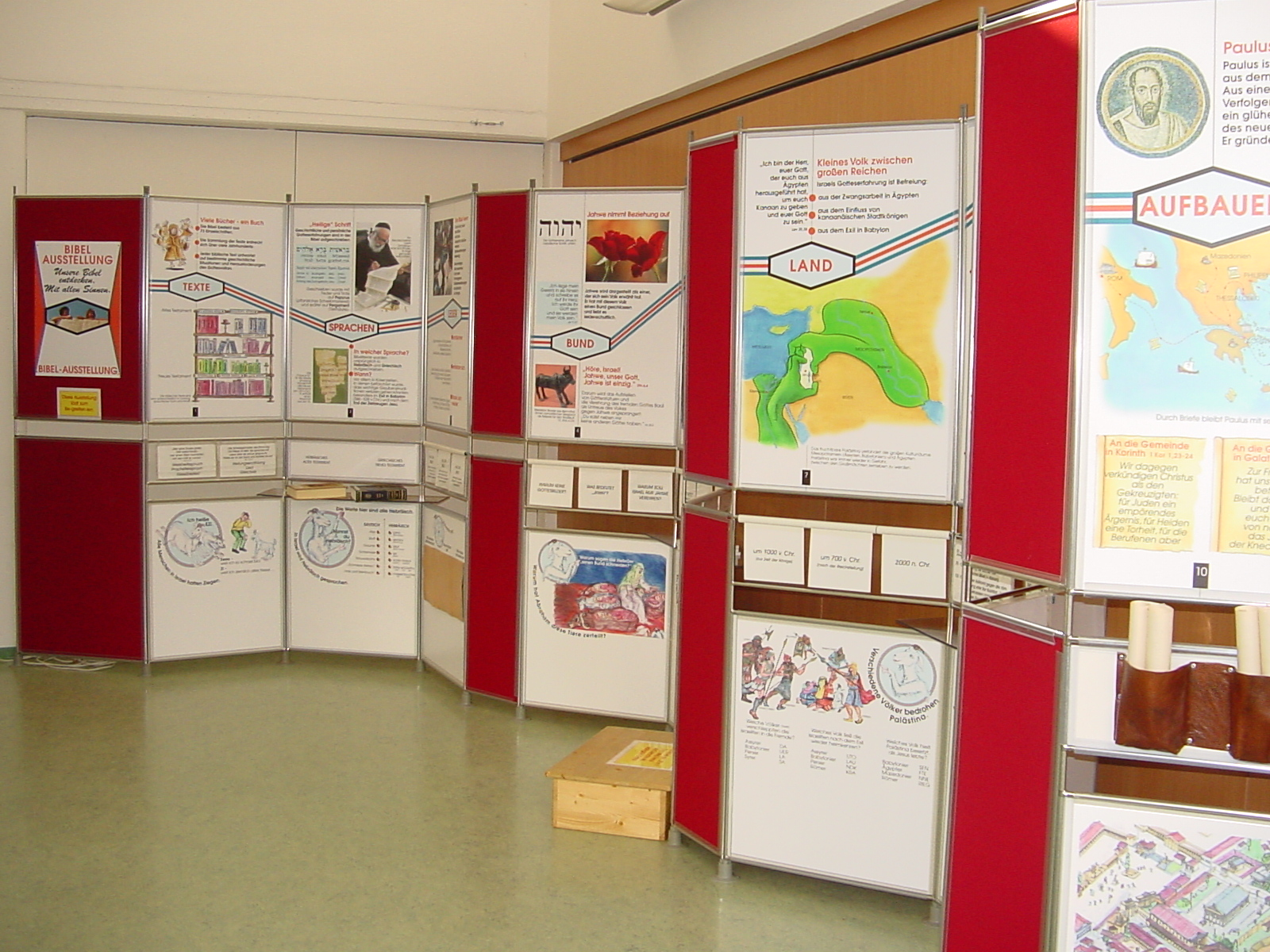
Schautafeln Expedition Bibel

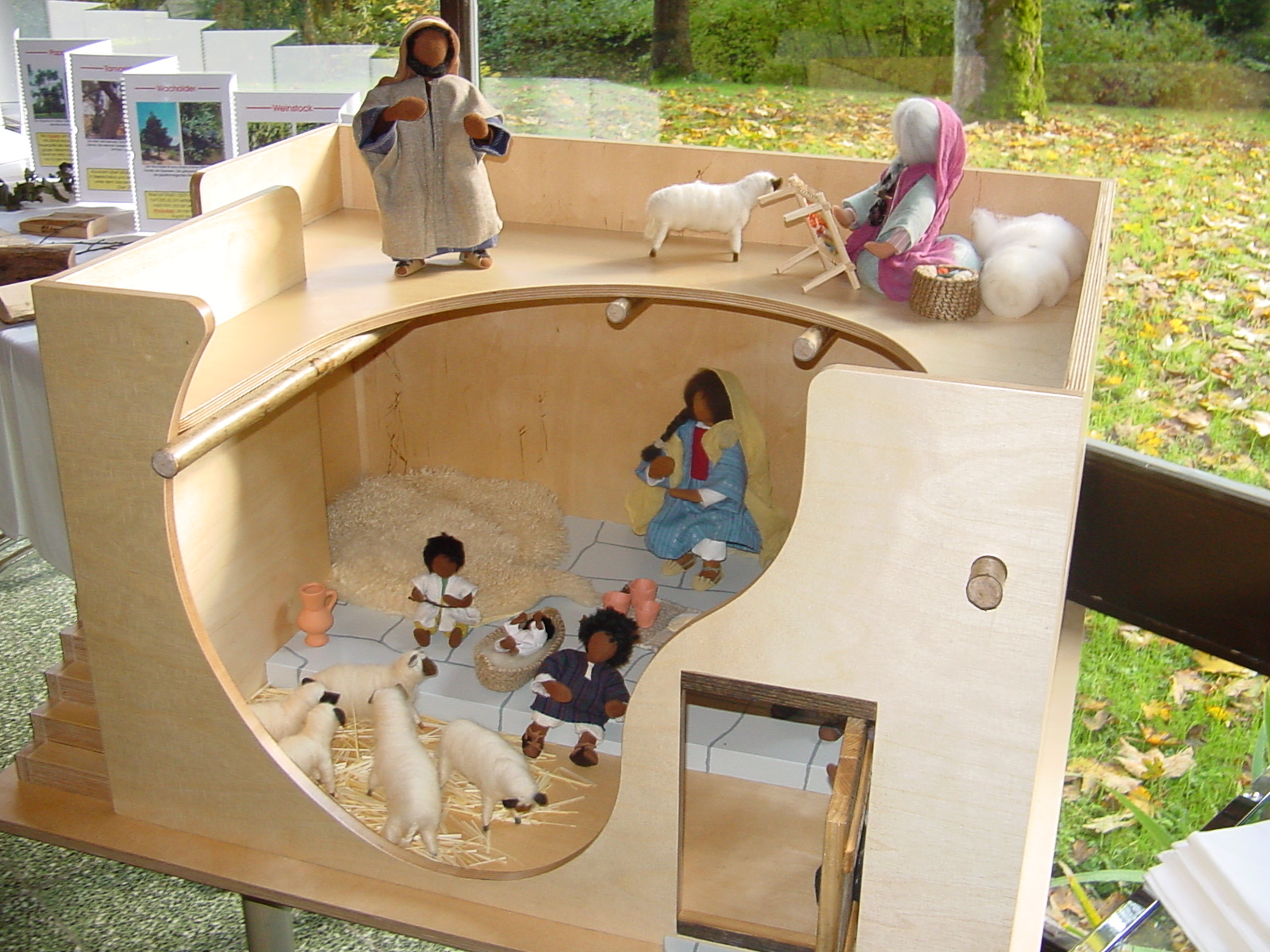
Modellhaus

Die Bibelausstellung Expedition Bibel. Unsere Bibel entdecken – mit allen Sinnen wurde vom Bibelwerk Linz gemeinsam mit dem Bibelreferat Salzburg als Wanderausstellung konzipiert und im Herbst 2001 erstmals vorgestellt. Inzwischen sind elf Exemplare im gesamten deutschsprachigen Raum (Österreich, Deutschland, Schweiz, Südtirol) unterwegs und die Ausstellung wurde auch bei mehreren Großveranstaltungen wie Kirchen- bzw. Katholikentagen sowie in Jerusalem gezeigt.
Teile der Ausstellung wurden ins Belarussische übersetzt. Neben Informationstafeln für Erwachsene und Kinder lebt die Ausstellung vor allem durch eine erlebnis- und erfahrungsorientierte Ausrichtung. Zahlreiche Gegenstände und Spiele regen zum sinnhaften Begreifen biblischer Themen ein. Am 7. Juni 2015 konnte in Bad Hall die insgesamt 800.000ste Besucherin begrüßt werden. An die 200 Ausstellungen wurden von Linz aus betreut.

### Linzer Fernkurse
Rund 30.000 Personen haben seit 1964 diese Kurse absolviert. Die Linzer Fernkurse wurden lange Zeit als tragender Zweig des Bibelwerks Linz angesehen. Neben jeweils zwei Kursen zum Alten und Neuen Testament werden Fernkurse zum Gebet und zum Gottesdienst angeboten.

### Weltanschauungsfragen
Administrativ zugeordnet ist dem Bibelwerk auch der Referent für Weltanschauungsfragen. In den letzten Jahren wurde federführend die im deutschen Sprachraum mit mehr als 100.000 Exemplaren verbreitete Broschüre Check Deinen Durchblick erarbeitet.

### Eigenprodukte zur bibelpastoralen Arbeit
Das Bibelwerk Linz bzw. seine Mitarbeiterinnen und Mitarbeiter erstellen eigenständig und in Kooperation mit Fachleuten bibelpastoral ausgerichtete Bücher und kreative Arbeitshilfen.

#### Zeitschriften, Bücher
- Franz Kogler (Herausgeber): Linzer Bibelsaat, Quartalsschrift der Diözese Linz zu biblischen Themen[11], rund 8500 Abonnenten
- Ingrid Penner, Franz Kogler: Das hat Sinn – Methodenwerkstatt rund um die Bibel (2005, 3. Auflage 2011), ISBN 978-3-460-32580-7
- Dorothea Schwarzbauer-Haupt/Franz Kogler: Die Ahnfrauen Jesu. Tamar – Rahab – Rut – Batseba (2006, 2. Auflage 2015), ISBN 978-3-932203-93-0
- Ingrid Penner, Theresia Dauser, Franz Kogler: Wenn Gebet Bewegung wird – Tänze zur Bibel für Gottesdienst, Erwachsenenbildung und Schule, (2006), ISBN 978-3-7022-2784-5
- Franz Kogler (Herausgeber): Herders Neues Bibellexikon (2008, 2. Auflage 2009), ISBN 978-3-451-32150-4
- Franz Kogler, Hans Hauer: Shalom! Judentum zum Kennenlernen (2009, 2. Auflage 2011), ISBN 978-3-940743-94-7
- Wolfgang Zwickel, Renate Egger-Wenzel, Michael Ernst (Herausgeber): Herders Neuer Bibelatlas (2013), unter Mitarbeit des Bibelwerks Linz, ISBN 978-3-451-32350-8
- Ingrid Penner, Bibelleseplan (zum jeweiligen liturgischen Lesejahr)
- Ingrid Penner, Franz Kogler: Mit dir auf dem Weg. Von Gott begleitet durch das Jahr (2017), ISBN 978-3-7022-3631-1
- Franz Kogler (Hg.): Familienbibel (2017), ISBN 978-3-460-44037-1
- Johannes Marböck: Faszination Bibel (2014), ISBN 978-3-7022-3323-5
- Andrea Schwarz, Franz Kogler, Ingrid Penner: Die Bibel entdecken in 25 Schritten – Eine Schatzsuche für Neugierige (2014), ISBN 978-3-451-30689-1
- Ingrid Penner, Franz Kogler: Zeit für mich – Zeit mit Gott. Mit biblischen Impulsen durch das Jahr (2014), ISBN 978-3-7022-3402-7
- Ingrid Penner, Franz Kogler (Hg.): Aus der Quelle schöpfen. Ideen und Materialien zum Johannesevangelium (2016)
- Franz Kogler (Hg.) Minibibel zum Matthäus-, Markus-, Lukas- und Johannesevangelium (2014–2017)
- Franz Kogler, Wolfgang Schönleitner (Hg.): Kraftstoff. Was Männer stärkt (2019)
- Franz Kogler (Hg.): Unterwegs mit biblischen Liedern (2019) ISBN 978-3-460-32203-5
- Franz Kogler, Daniel Neuböck (Hg.): 1 Gute Nachricht. Mit Jugendlichen die Bibel entdecken (2020)
- Reinhard Stiksel: Pilgern mit der Bibel (2021), ISBN 978-3-7022-3926-8
- Franz Kogler, Ingrid Penner: Biblisches Sonntagsblatt (jährlich 56 Blätter zu den Sonn- und Feiertagsevangelien), seit 2011; ca. 4500 Abonnements (2015)

#### Digitale Medien
- Bibelspiele und Spiele zum Kirchenjahr (CD-ROM, 2002, 4. Auflage 2009)
- Relispiele (CD-ROM, 2005, 3. Auflage 2011)
- Expedition Bibel (CD-ROM, 2005, 2. Auflage 2006)
- Weltreligionen – Weltanschauungen (CD-ROM, 2013)
- Monika Nemetschek: Schattenseiten des Lebens – und wo bleibt Gott? (Hörbuch, 2014, 2. Auflage 2015)
- Wer Ohren hat, der höre! (CD), Die Sonn- und Feiertagsevangelien gelesen von Dieter Dorner (Kooperation mit dem ORF), Lesejahr A (2013), ISBN 978-3-902733-46-7, Lesejahr B (2014), ISBN 978-3-902733-57-3
- Newsletter mit 11.000 Adressaten in 50 Ländern
- Bibelimpulse aufatmen in der Advent- und Fastenzeit an 9500 Adressaten
- Umfangreicher Downloadbereich auf der Homepage des Bibelwerks
- Zahlreiche Bibel-Apps (2014)[12]

#### Kreative Arbeitshilfen
Begehbare große Landkarten, Tischlandkarten, Spiele zur Wanderausstellung Expedition Bibel und eine Torarolle für das Entdecken des Judentums wurden für die anschauliche und spielerische Bibelarbeit erstellt. Diese Materialien eignen sich auch für den Schulunterricht.

## Leitung
Für die Leitung des Katholischen Bibelwerks der Diözese Linz wurden folgende Personen berufen:
- Alois Wagner (damals Professor für Pastoraltheologie), 1964 bis 1969
- Alois Leitner (Marianist), 1969–1983
- Josef Peterseil (Religionspädagoge), 1983–1991
- Franz Kogler (Theologe), 1991–2022
- Reinhard Stiksel (Theologe und Religionspädagoge), seit 2022

Referenten im Bibelwerk:
- Roswitha Unfried (1987–1995)
- Beate Schlager-Stemmer (1995–2001)
- Helga Haider (1994–2003)
- Michaela Helletzgruber (ab 1999)
- Hans Hauer (2000–2003; 2007–2019)
- Ingrid Penner (ab 2003)
- Rainer Haudum (2013–2019)
- Reinhard Stiksel (2019–2022)

## Medien
- Werdegang und Arbeitsbereiche des Bibelwerks Linz, abgerufen am 13. März 2015.
- 50 Jahre Bibelwerk Linz – Bibelwerk zum Nachhören bei Freies Radio Oberösterreich, abgerufen am 13. März 2015.